# Daniela Vallega-Neu
Daniela Vallega-Neu, född 13 juni 1966, är en tysk filosof och författare. Hon är professor i filosofi vid University of Oregon. Hon avlade doktorsexamen med en avhandling om dekonstruktionen 1995. Vallega-Neu har specialiserat på hermeneutik, dekonstruktion samt Martin Heideggers teoribygge.